# Африканский блестящий чирок
Африканский блестящий чирок, или африка́нский ма́лый гусь (лат. Nettapus auritus), — вид птиц семейства утиных. Самый маленький представитель семейства утиных. Хотя у блестящих чирок клювы похожи на клювы гусей, они больше похожи на настоящих уток.

## Описание
Африканский блестящий чирок — самый маленький представитель семейства утиных. Самцы весят в среднем около 285 граммов, а самки — 260 граммов. Длина крыла варьирует от 142 до 165 миллиметров.
У них короткий клюв, похожий на клюв гусей, т.е. имеющий при основании большую высоту, чем ширину.
У самцов белое лицо с чёрными пятнами на глазах. Макушка и задняя часть шеи чёрного цвета. Кроющие перья ушей зелёного цвета. По верхней половине шеи проходит белый воротник. Нижняя часть шеи и грудь светло-каштанового цвета. Бока более интенсивно окрашены в каштановый цвет, а спина зеленого цвета с металлическим отливом. Рулевые перья чёрные. Маховые перья чёрные с металлическим зеленым отливом на кроющих перьях, и с белой полосой на кончиках второстепенных маховых. Брюхо белое. Клюв жёлтый с чёрным кончиком, а ноги тёмно-серого до чёрного цвета. Радужная оболочка красновато-коричневая.
У самок серое лицо с тёмно-коричневой полосой вокруг глаз и размазанными коричневыми пятнами на щеках и затылке. Лоб, макушка и задняя часть шеи у них тёмно-коричневые с легким переливом. Грудь и бока тёмно-каштанового цвета. Спина тёмно-коричневая. Маховые перья тёмно-коричневато-чёрные, за исключением белой полосы на дистальных второстепенных маховых перьях. Брюхо белое. Нижняя часть клюва жёлтая, верхняя часть пятнисто-коричневая с тёмно-коричневым кончиком. Лапы от тёмно-серого до чёрного цвета.
У утят белое лицо с рисунком, похожим на рисунок взрослой самки, и тёмно-серая повязка на глазах. Чёрная корона V-образно простирается от основания клюва к задней части шеи. Надхвостье и бока белые, спина, крылья и хвост чёрные. Шея, грудь и живот от светло-серого до белого цвета. Нижняя часть клюва розовая, верхняя — серая с ярко-коричневым кончиком, а ноги от темно-серого до чёрного цвета.

## Ареал и места обитания
Обитает в Африке к югу от Сахары и на Мадагаскаре, держится на водоемах разных типов, с медленным течением или стоячей водой с покровом водяных лилий (в основном внутренние водно-болотные угодья, но также открытые болота, речные бассейны и лиманы).
Оседлый вид. Однако известно, что африканский блестящий чирок кочует по обширной территории.  
Африканский малый гусь питается главным образом семенами водяных лилий (Nymphaea spp.) , но также и другими плавающими семенами и мелкими насекомыми, а также другими мелкими беспозвоночными.

## Размножение
Африканские блестящие чирки живут в крепких парах, которые сохраняются в течение нескольких сезонов, и их размножение вызвано дождями. В неволе успешное размножение встречается редко. В кладке 6—12 яиц, насиживание — 23—24 дня. Пуховики чёрно-белые.